# 槙文彥
槙文彥（日语：／ Maki Fumihiko，1928年9月6日—2024年6月6日）是一名日本建築師，東京大學工學部建築學科畢業，於1993年獲得建築界最高榮譽普利茲克獎。其作品以探索新材料的開創性，並融合東西方文化而聞名。
在1986至1987年間，曾擔任香港科技大學建築設計比賽評審委員會成員，並投選嚴迅奇-香港國際建築師樓的設計方案。2017年，槙文彥受邀請設計深圳海上世界文化藝術中心，是其首個中國建築項目。
2024年6月6日，槙因衰老逝世，享嵩壽95歲。

## 代表作
槙因將現代主義與日本傳統建築融合而聞名。他提出了「奧理論」的的空間理論或概念，這是僅在日本獨有的空間佈局，其中空間圍繞結構纏繞。該理論在其設計的島根縣立古代出雲歷史博物館的壁體和景觀應用中得到了體現。
- 代官山集合住宅（日语：ヒルサイドテラス）（槙文彥最早之著名作品，1969年、1973年、1977年、1992年）
- 豐田鞍之池紀念館（日语：トヨタ鞍ヶ池記念館）（1974年）
- 慶應義塾圖書館新館（1982年）
- 岩崎美術館（日语：岩崎美術館・工芸館）（1983年）
- 青山SPIRAL（日语：スパイラル_(建築物)）（1985年）
- 京都國立近代美術館（1986年）
- 幕張展覽館（1989年）
- TEPIA尖端技術館（日语：テピア）（1989年）
- 东京体育馆（1990年）
- 舊金山芳草地藝術中心（YBCA，Yerba Buena Center for the Arts，1993年）
- 朝日電視台新大樓（位於六本木新城、2003年）
- 朱鷺展覽館（2003年）
- 東京大學法科大學院大樓
- 機捷台北車站大廳（包括竹林瀑布造景）
- 薩姆福克斯設計與視覺藝術學院（英语：Sam Fox School of Design & Visual Arts）（2007年）
- 伊斯瑪儀伊瑪目代表團（英语：Delegation_of_the_Ismaili_Imamat,_Ottawa）（2008年）
- 世界貿易中心四號大樓（2009年）
- 阿斯特廣場51號（英语：51_Astor_Place）（2013年）
- 阿迦汗博物館（英语：Aga_Khan_Museum）（2014年）
- 長野市藝術館（日语：長野市芸術館）（2016年）
- 新加坡新傳媒園區（2017年）
- 刀剑博物馆（2017年）

- 代官山集合住宅（1977年）
- 東京體育館
- 機捷台北車站公共藝術「竹林瀑布」
- 風の丘葬斎場

## 外部連結
- Maki and Associates, official site
- Pritzker Prize – Fumiho Maki 的存檔，存档日期3 January 2012.
- Interview with Fumihiko Maki (video)
- Images of Tower 4, WTC (photos)